# Dysphania bhutanica
Dysphania bhutanica är en amarantväxtart som beskrevs av Sukhor. Dysphania bhutanica ingår i släktet doftmållor, och familjen amarantväxter. Inga underarter finns listade i Catalogue of Life.